# St. Johannis (Wachenbrunn)

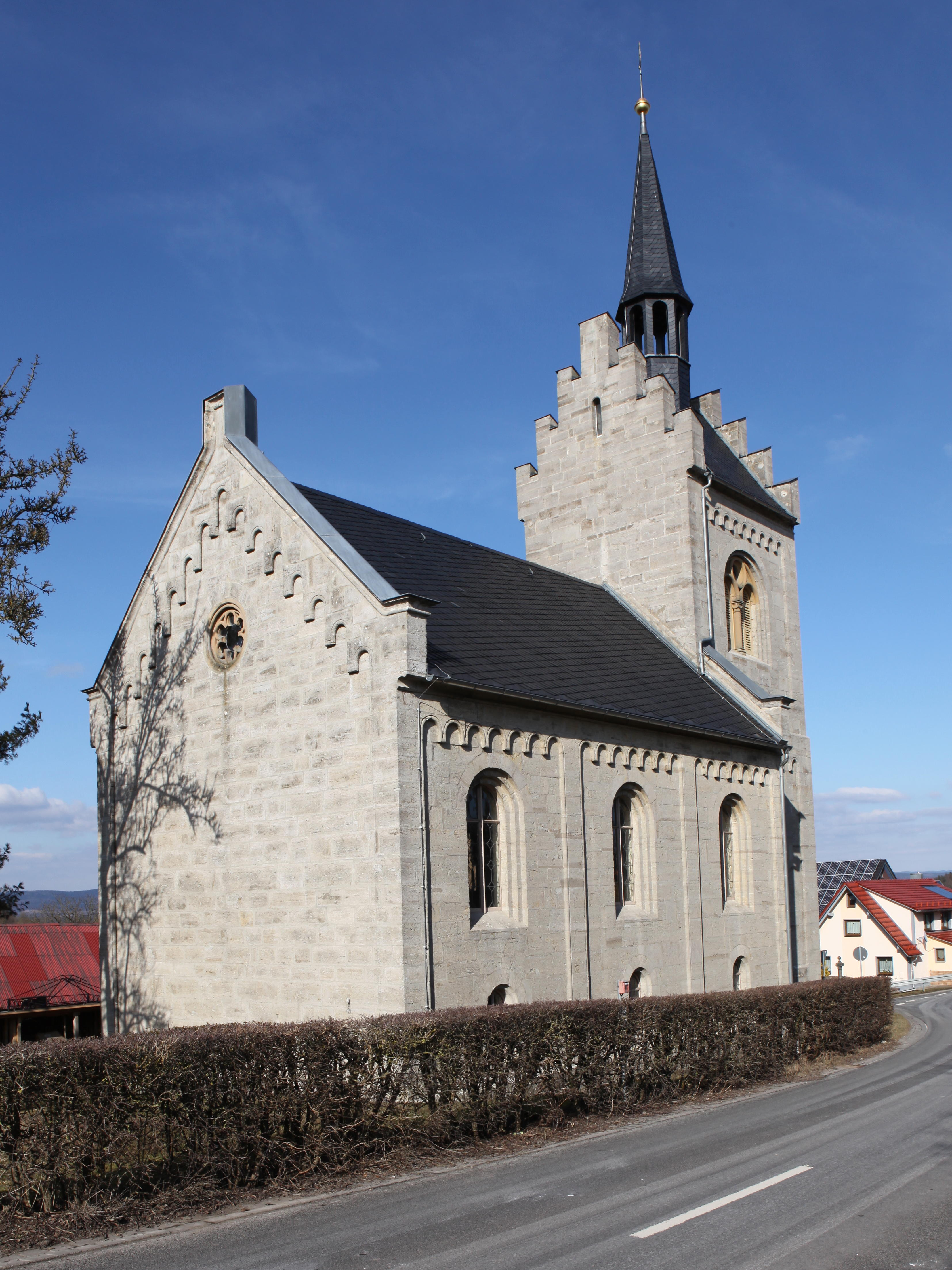
St. Johannis

Die denkmalgeschützte evangelisch-lutherische Kirche St. Johannis steht in Wachenbrunn, einem Ortsteil der Stadt Themar im Landkreis Hildburghausen in Thüringen. Die Kirchengemeinde Wachenbrunn gehört zum Pfarrbereich Themar im Kirchenkreis Hildburghausen-Eisfeld der Evangelischen Kirche in Mitteldeutschland.

## Beschreibung
Die kleine Saalkirche wurde 1870/71 nach einem Entwurf von August Wilhelm Döbner im neuromanischen Baustil erbaut. Der Kirchturm mit zwei Geschossen ist mit einem schiefergedeckten Satteldach zwischen Staffelgiebeln bedeckt, aus dem sich ein Dachreiter erhebt. Das Kirchenschiff über drei Achsen trägt ebenfalls ein Satteldach. Unterhalb der Dachtraufe vom Kirchenschiff und vom Turm befindet sich ein Bogenfries, ebenso am Giebel im Westen. Die Kirchenausstattung stammt aus der Bauzeit.